# Les Belles Histoires de l'oncle Paul
Les Belles Histoires de l’oncle Paul est une série de bande dessinée créée en 1951 par le scénariste belge Jean-Michel Charlier et publiée dans l’hebdomadaire jeunesse Spirou.
Elle est constituée de courts récits, de 4 à 6 planches, retraçant des faits le plus souvent historiques. Le premier épisode, Cap plein Sud, est paru dans le no 668 daté du 1er février 1951.
Selon les années, le titre a varié : Les Histoires vraies de l'Oncle Paul, Les (Plus) Belles Histoires de l'Oncle Paul, L'Histoire en mille morceaux, etc.

## Historique
L'oncle Paul apparaît pour la première fois dans un livre de l'entomologiste Jean-Henri Fabre (1823-1915), auteur de nombreux ouvrages de vulgarisation scientifique dont L'Industrie : simples récits de l’oncle Paul sur l’origine, l’histoire et la fabrication des principales choses d’un emploi général dans les usages de la vie.
À l'origine, la série est illustrée par Eddy Paape (1920-2012) qui, à l'époque, dessinait Les Aventures de Jean Valhardi. Octave Joly seconde Charlier au scénario dès août 1951 avant de reprendre la série à partir de 1954.  Le succès permet également les débuts de nombreux dessinateurs, tels René Follet (Les Zingari), Jean Graton (Michel Vaillant), Mitacq (La Patrouille des Castors), Gérald Forton (Bob Morane), Liliane et Fred Funcken (Le Chevalier blanc), Édouard Aidans (Les Franval et Tounga) ou encore Hermann (Jeremiah), ainsi qu'à des Espagnols comme José López Fernández « Fernán », Juan Manuel Cicuéndez ou encore les frères José et Carlos Laffond. Claude Pascal en a dessiné plus de 90 entre 1965 et 1979.
L'histoire est sérialisée sous forme d'albums dans les années 1950 (Les Histoires vraies de l’oncle Paul) et 1970 (7 numéros de L’Histoire en bandes dessinées).
À partir des années 1970, Les (Plus) Belles Histoires de l’oncle Paul se font plus rares dans le Journal de Spirou, jusqu'à disparaître définitivement au début des années 1980.
Philippe Tome et Janry rendent hommage à cette série en 1983 dans l'histoire parodique La Jeunesse de Spirou où l'on voit l'oncle Paul, pris de boisson, raconter une version farfelue de la biographie de Spirou.

## Publication

### Albums
Les Belles Histoires de l'oncle Paul, précédemment parues dans Le Journal de Spirou, ont été publiées par Dupuis sous forme d'une série d'albums appelés Les Histoires vraies de l’oncle Paul, puis en 1986 par Vents d'Ouest  (ISBN 2-86967-012-5) et EDS  (ISBN 2-905359-04-8) sous le nom Les Histoires merveilleuses des oncles Paul. En 2011 Les éditions Pan Pan sortent un album intitulé Les plus belles Histoires de l'oncle Paul  (ISBN 978-2-930571-10-2). Quelques recueils (dont Jean Graton illustre l’Oncle Paul) ont été publiés séparément. 
Les Histoires vraies de l'oncle Paul (Dupuis)
1. Barbe-Noire (1953)
  - Barbe-Noire d’Eddy Paape et Jean-Michel Charlier
  - Le Regulus malouin de Paape et Charlier
  - Le Radeau de la Méduse de René Follet et Octave Joly
  - Le Naufrage du Titanic de Paape et Charlier
  - Le Jean Bart de Paape et Charlier
  - Capitaine courageux de Paape et René Goscinny
  - Carlsen le têtu de Paape et Goscinny
2. Comment naquit la Marseillaise (1953)
  - Panique à Paris de Tacq et Joly
  - Monsieur Vincent de Tacq et Dino Attanasio
  - Messager du roy de Paape et Charlier
  - Le Roi de l'évasion de Paape et Charlier
  - Comment naquit la Marseillaise d'Attanasio et Joly
  - Madame Mère de Tacq et Charlier
  - Prisonnier des Espagnols de Paape et Charlier
3. Cap plein sud (1953)
  - Saïd, ami fidèle de Tacq et Joly
  - Cap plein sud de Paape et Charlier
  - Martyrs du pôle sud de Paape et Charlier
  - Comment mourut Amundsen de Paape et Charlier
  - Médecin des noirs de Paape et Charlier
  - Le Héros de Budapest de Graton et Charlier
  - Seul contre la barbarie de Graton et Charlier
4. Guynemer (1953)
  - Les Conquérants du ciel de Jean Graton et Joly
  - Premier match aérien de Graton et Joly
  - Guynemer de Graton et Joly
  - Courrier sûr de Paape et Joly
  - Guillaumet d'Attanasio et Charlier
  - L’Ange de la cordillère d’Attanasio et Charlier
  - Les Sacrifiés du canal Albert de Paape et Charlier
5. Le Mystère du brick fantôme (1953)
  - Révolte sur le négrier de Paape et Joly
  - Kon-Tiki de Tacq et Attanasio
  - Le Toumelin de Graton et Joly
  - Le Mystère de la "Marie-Céleste" de Graton et Joly
  - Le Secret du brick fantôme de Graton et Joly
  - La vierge de la Grand-Porte de Graton et Charlier
  - Forceur d’abîmes de Graton et Joly
6. Trois enfants contre les Indiens (1953)
  - Mozart de Follet et Joly
  - Trois enfants contre les peaux-rouges de Graton et Joly
  - Le Fils du boulanger d'Attanasio et Dewinne
  - Sapeur de 10 ans de Follet et Joly
  - Tom, gosse impossible de Graton et Joly
  - Le Télégraphiste-catastrophe de Graton et Joly
  - Drame dans un phare de Tacq et Joly
7. Héros d'épopée (1954)
  - La Mort de Roland d'Attanasio et Joly
  - Guillaume Tell d’Attanasio et Joly
  - Baduognat contre César de Paape et Joly
  - Dollar des Ormeaux de Tacq et Joly
  - De Lattre de Dupuis et Goscinny
  - Trafalgar de Graton et Joly
  - Rien à signaler mon général de Tacq et Joly
8. Combattant de la vie  (1954)
  - Échec au feu du ciel de Graton et Joly
  - Le Brésil est malade d'Attanasio et Graton
  - Gutenberg d’Attanasio et Graton
  - Un étudiant nommé Louis d’Attanasio et Joly
  - Tue-moi, mais ne brouille pas cela d’Attanasio et Joly
  - Un voyage tragique de Gérald Forton et Joly
  - L’Homme en blanc de Forton et Joly
9. Robert le Diable (1954)
10. Requins d'acier (1954)
  - Fulton invente le premier sous-marin de Tacq et Joly
  - Noël sous la mer de Paape et Charlier
  - Feu… 1… 2… 3 !… de Graton et Joly
  - Le Torpillage du Lusitania de Forton et Joly
  - La Fin d’un pirate de Graton et Joly
  - À l’abordage en 44 de Forton et Joly
  - Les Hommes-grenouilles de Forton et Joly
11. Écumeurs des mers (1955)
  - Le Pirate magicien de Funcken et Joly
  - Le Vaisseau fantôme de Funcken et Joly
  - Le Dernier voyage de Funcken et Roquet
  - Laffite, pirate patriote de Forton et Attanasio
  - L'Exploit du vindictive de Graton et Joly
  - La Fin d'un corsaire de Graton et Joly
  - Jonas Moderne de Forton et Joly
12. Chasseurs de tombeau (1955)
13. Histoire vraie de la statue de la Liberté d'Alfredo Alcala et Henry Gibson (1986)

Les plus belles Histoires de l'oncle Paul (Editions Pan Pan)
1. Pearl Harbor (2011) Dessins de Mister Kit. Scénarios de Joly et Octave
  - Le Mystère du "Lady be Good"
  - Le Crête-à-Pierrot bloque Haïti
  - Porte-avion en feu
  - La Dernière randonnée
  - Roddy contre le gang de l'or
  - Nuts
  - Et ce fut Pearl Harbor
  - Le Sous-marin se cachait dans un parc
  - Chevaliers du ciel
  - Perdu dans la jungle

L'Histoire en bandes dessinées (Dupuis)
1. L’Épopée sanglante du Far West (1974)
2. Les Mystérieux Chevaliers de l’air (1974)
3. Incroyables aventures d’animaux (1975)
4. L’Enfer sur mer (1975)
5. Les Aventuriers du ciel (1976)
6. Héroïnes inconnues (1977)
7. Godefroi de Bouillon (1978 dans cette collection)
8. Au cœur des grandes catastrophes (1979)
9. Baden-Powell, tome 1 (1981 dans cette collection)
10. Baden-Powell, tome 2 (1981 dans cette collection)
11. Surcouf, roi des corsaires (1981 dans cette collection)
12. Surcouf, corsaire de France (1982 dans cette collection)
13. Surcouf, terreur des mers (1982 dans cette collection)
14. Charles de Foucauld (1984 dans cette collection)
15. Mermoz (1985 dans cette collection)

Michel Vaillant : Palmarès inédit (Graton éditeur)
1. Jean Graton illustre l’Oncle Paul, vol. 1 (2004)
2. Jean Graton illustre l’Oncle Paul, vol. 2 (2005)
3. Jean Graton illustre l’Oncle Paul, vol. 3 (2006)

En 2009, « La Vache qui médite » entreprend l’édition en albums des histoires écrites par Octave Joly. Une quarantaine d'albums sont parus à ce jour (2013).

### Revues
Au total, l'oncle Paul racontera plus d'un millier d'histoires.